# ملبورن يونايتد
ملبورن يونايتد (بالإنجليزية: Melbourne United)‏ هو فريق كرة سلة أسترالي تأسس في سنة 1931 يقع في ملبورن، فيكتوريا. يلعب في الدوري الأسترالي لكرة السلة.

## أبرز اللاعبين
- لانارد كوبلاند
- كريس غولدينغ
- سام ماكينون
- داريل ماكدونالد
- باتي ميلز
- لوك نيفيل
- مارك وورثينغتون

## وصلات خارجية
- الموقع الرسمي